# Blacas de Blacas
Blacas de Blacas, né vers 1180 et mort vers 1235, dit le Grand guerrier et connu aussi sous le nom de Blacatz, fut seigneur d'Aups, de Vérignon, de Baudinard, de Carros, de Châteauneuf, de Thorenc, de Tourtour, et autres villages.
Il était aussi remarquable guerrier que bon troubadour. Il se distingua parmi les plus vaillants chevaliers de la cour du comte Raimond Bérenger IV de Provence. Son fils Boniface de Blacas lui succéda comme seigneur et épousa Ayceline de Moustiers ; il fut aussi troubadour, sous le nom de Blacassetz. 
Les Blacas sont une maison française, très ancienne, qui tire son nom du château d'Aups (en Provence).